# Florença
Florença (em italiano:  Firenze) é um município italiano, sub-capital e maior cidade da região da Toscana e da província homônima, com cerca de 377 207 habitantes (1 007 252 a cidade metropolitana). Estende-se por uma área de 102,41 km², tendo uma densidade populacional de 3 683 hab/km². Faz fronteira com Bagno a Ripoli, Campi Bisenzio, Fiesole, Impruneta, Scandicci, Sesto Fiorentino. Florença foi durante muito tempo considerada a capital da moda.
A cidade é considerada o berço do Renascimento italiano, e uma das cidades mais belas do mundo. Tornou-se célebre também por ser a cidade natal de Dante Alighieri, autor da Divina Comédia, que é um marco da literatura universal e de onde a língua italiana moderna tem várias influências. Nesse poema ele descreve a cidade de Florença em muitas passagens, assim como alguns de seus contemporâneos florentinos célebres, como Guido Cavalcanti, amigo que também era poeta e ativo na vida política da cidade, que também são personagens da obra. Também é florentino Cimabue, o último grande pintor italiano a seguir a tradição bizantina, e responsável pela "descoberta" de Giotto.
Florença tem origem num antigo povoado etrusco, e foi governada pela família Médici desde o início do século XV até meados do século XVIII. O primeiro líder da cidade pertencente à família Médici foi Cosme de Médici, que chegou ao poder em 1437. Foi um protector dos judeus na cidade, iniciando uma longa relação da família com a comunidade judaica. A Grande Sinagoga de Florença, também conhecida como Tempio Maggiore ("Templo Principal"), é considerada uma das mais belas da Europa. Destacam-se as diversas e belíssimas catedrais de épocas e estilos diferentes. A cidade também é cenário de obras de artistas do Renascimento, como Michelangelo, Leonardo da Vinci, Giotto di Bondone, Sandro Botticelli, Rafael, Donatello, entre outros. Nesta cidade nasceram os papas Leão X, Clemente VII, Clemente VIII, Leão XI, Urbano VIII e Clemente XII.

## Símbolo

Brasão

O símbolo usado no brasão e no gonfalão de Florença é uma flor-de-lis de gules desabrochada (em italiano, giglio bottonato ou giglio di Firenze), símbolo da cidade desde o século XI. Atualmente a flor-de-lis é vermelha sobre fundo branco mas antigamente as cores eram invertidas, justamente em referência à cor das flores da Iris florentina. As cores atuais remontam a 1251 quando os gibelinos, no exílio, continuavam a ostentar o símbolo de Florença. Foi então que os guelfos, que controlavam a cidade, passaram a distinguir-se dos seus adversários, invertendo as cores. Tal inversão permaneceu até os dias atuais. 

## Património
- Santa Maria del Fiore (Catedral de Florença)
- Palazzo Vecchio (Palácio Velho)
- Galleria degli Uffizi
- Palácio Pitti
- Palazzo Strozzi
- Ponte Vecchio (Velha Ponte)
- Santa Maria Novella
- Batistério de São João
- Museu Nacional do Bargello
- Galeria da Academia
- Palazzo Spini Feroni, alberga o Museu Salvatore Ferragamo
- Palazzo Medici Riccardi
- Palazzo Davanzati, Museu da Casa Florentina Antiga
- Il Porcellino, atração turística no Mercato Nuovo

## Demografia
| Variação demográfica do município entre 1861 e 2011                               |
|                                                                                   |
| Fonte: Istituto Nazionale di Statistica (ISTAT) - Elaboração gráfica da Wikipedia |

## Desporto

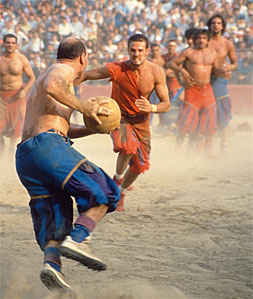
Calcio Storico, na Piazza della Repubblica, Florença

### Futebol
A ACF Fiorentina é o principal clube de futebol da cidade e manda seus jogos no Estádio Artemio Franchi.

### Calcio fiorentino
O futebol florentino, chamado em italiano de calcio fiorentino ou calcio storico, é uma antiga forma de futebol que se assemelha muito ao rugby.